# Yo no quiero volverme tan loco
«Yo no quiero volverme tan loco» es el tercer y último álbum en vivo de la banda argentina de rock Serú Girán, grabado en el Teatro Coliseo de Buenos Aires, el 26 de diciembre de 1981. El disco doble fue lanzado en el año 2000 y es una grabación de consola a dos canales en crudo sin ningún tipo de retoque en estudio.
En septiembre de 1999, Oscar Moro conoció —se dice que entre los puestos de discos de Parque Rivadavia— a un busca que le dijo que tenía "un casete grabado de consola" de los conciertos que Seru Giran dio en el Teatro Coliseo el 25, 26 y 27 de diciembre de 1981. "Morito, en circunstancias que nunca me quiso aclarar, rescató esas cintas y me las trajo —dice ahora Pedro Aznar, en su casa-estudio de Belgrano—. Le dije: Man, yo tengo un montón de casetes grabados de recitales de Seru. Morito se rió. Vos escuchá esto, me respondió. Lo escuché y fue impresionante. El mejor Serú, con un nivel de sonido alucinante. Todavía Amilcar Gilabert, nuestro sonidista, no puede entender quién le pirateó el material".
Después Moro se lo mostró a Charly García, que también quedó estupefacto. "Esto se merece un disco", dijeron y salieron a buscar sello discográfico. Dividieron tareas: "Moro fue el responsable del hallazgo arqueológico, Charly quedó como encargado del arte de tapa y yo de todo lo que sea audio", dice Aznar. ¿Y David Lebón? "El está en Mendoza. Es el pachá". Firmaron un (jugoso) contrato con Sony y le pusieron fecha a la salida del disco: primera semana de agosto.

## Grabación
Este ciclo de tres conciertos de Navidad fue considerado el punto más alto de las actuaciones en vivo de la banda, y esta grabación captura su excelencia y frescura con una calidad de sonido impecable. Tratándose de un registro estéreo tomado directo de consola, no contiene ninguna regrabación posterior. Técnicamente es el tercer álbum en vivo de la banda, pero, fue grabado antes que los demás.
El audio está remasterizado bajo la supervisión de Pedro Aznar. El arte de tapa estará dirigido por Charly García e incluye material inédito de archivos de fotógrafos profesionales y de los archivos personales de los músicos, como también notas escritas por estos últimos a modo de prólogo.
Se destacan las cinco canciones nunca grabadas en estudio por Serú Girán.
«Oh Dios, qué voy a hacer», de David Lebón, que aparece más tarde en el disco "El tiempo es veloz" de Lebon,
«Espejismo en la nieve» fue estrenada en este concierto, y se publicó en el ya clásico primer disco solista de Pedro Aznar.
«Inconsciente colectivo» estaba recién compuesta en aquel tiempo (aparecerá en el disco solista de Charly García Yendo de la cama al living), y Charly la interpreta aquí solo, al piano.
«Alto en la torre» es una canción de Sui Generis, con un arreglo vocal antológico. Charly García lo presentó como «un tema remozado: le pasamos un poco de barniz, y sale de nuevo».
«Pena en mi corazón» fue posteriormente grabada por Charly García (bajo el título «Yo no quiero volverme tan loco») en el álbum Yendo de la cama al living, pero aquí aparece en una versión punk furiosa y urgente, tal como fue compuesta originalmente.

## Lista de temas
| Disco N.º 1 |                                                    |                             |          |  |
| N.º         | Título                                             | Escritor(es)                | Duración |  |
| 1.          | «Autos, jets, aviones, barcos» (Voz líder: Lebón)  | Charly García               | 4:11     |  |
| 2.          | «Salir de la melancolía» (Voz líder: García)       | Charly García               | 2:07     |  |
| 3.          | «Oh, Dios, ¿qué puedo hacer?» (Voz líder: Lebón)   | Charly García y David Lebón | 4:59     |  |
| 4.          | «Canción de Alicia en el país» (Voz líder: García) | Charly García               | 4:17     |  |
| 5.          | «A los jóvenes de ayer» (Voz líder: García)        | Charly García               | 4:46     |  |
| 6.          | «Cuánto tiempo más llevará» (Voz líder: Lebón)     | David Lebón                 | 4:22     |  |
| 7.          | «Esperando nacer» (Voz líder: Lebón)               | Charly García y David Lebón | 6:01     |  |
| 8.          | «Seminare» (Voz líder: Lebón)                      | Charly García               | 4:19     |  |
| 9.          | «El mendigo en el andén» (Voz líder: Lebón)        | Charly García y David Lebón | 4:04     |  |
| 10.         | «Parado en el medio de la vida» (Voz líder: Lebón) | David Lebón                 | 2:42     |  |
| 11.         | «Espejismo en la nieve» (Instrumental)             | Pedro Aznar                 | 4:50     |  |

| Disco N.º 2 | |                             |          |  |
| N.º         | Título | Escritor(es)                | Duración |  |
| 1.          | «Inconsciente colectivo» (Voz líder: García) | Charly García               | 2:08     |  |
| 2.          | «Alto en la torre» (Voz líder: García y Lebón) | Charly García               | 4:41     |  |
| 3.          | «Cinema verité» (Voz líder: García) | Charly García               | 5:59     |  |
| 4.          | «No llores por mí, Argentina» (Voz líder: García) | Charly García               | 3:50     |  |
| 5.          | «En la vereda del sol» (Voz líder: García y Lebón) | Charly García y David Lebón | 4:29     |  |
| 6.          | «Yo no quiero volverme tan loco (Pena en mi corazón)» (Voz líder: García, renombrada por García como Yo no quiero volverme tan loco en Yendo de la cama al living) | Charly García               | 3:07     |  |
| 7.          | «Mientras miro las nuevas olas» (Voz líder: García) | Charly García               | 3:17     |  |
| 8.          | «Encuentro con el diablo» (Voz líder: Lebón) | Charly García y David Lebón | 4:59     |  |
| 9.          | «Peperina» (Voz líder: García) | Charly García               | 4:05     |  |
| 10.         | «No llores por mí, Argentina» (Voz líder: García. Bis) | Charly García               | 3:31     |  |

### Músicos por canción

#### Disco N.º 1
1) «Autos, jets, aviones, barcos»
- Charly García: voz, piano electroacústico de cola Yamaha CP-70, piano eléctrico Würlitzer, ensamble de cuerdas ARP Solina, bajo Moog
- David Lebón: voz, guitarra eléctrica y acústica, congas
- Pedro Aznar: voces, bajo fretless
- Oscar Moro: batería

2) «Salir de la melancolía»
- Charly García: voz, piano electroacústico de cola Yamaha CP-70
- David Lebón: guitarra eléctrica
- Pedro Aznar: bajo fretless, sintetizador polifónico Oberheim OBX, Minimoog
- Oscar Moro: batería

3) «Oh, Dios, ¿qué puedo hacer?»
- David Lebón: voz, guitarra eléctrica
- Charly García: segunda voz, bajo
- Pedro Aznar: solo de sintetizador monofónico Minimoog, sintetizador polifónico Oberheim
- Oscar Moro: batería

4) «Canción de Alicia en el país»
- Charly García: voz, solo de piano eléctrico Würlitzer, ensamble de cuerdas ARP Solina, sintetizador polifónico Moog Opus 3 (órgano).
- David Lebón: voces, guitarra acústica y solo de guitarra eléctrica
- Pedro Aznar: voces, bajo fretless, sintetizador polifónico Oberheim OBX
- Oscar Moro: batería

5) «A los jóvenes de ayer»
- Charly García: voz, piano eléctrico Würlitzer
- David Lebón: voces, guitarra eléctrica
- Pedro Aznar: voces, bajo fretless
- Oscar Moro: batería

6) «Cuánto tiempo más llevará»
- David Lebón: voz, guitarra eléctrica
- Charly García: voces, piano electroacústico de cola Yamaha CP-70, sintetizador monofónico Minimoog
- Pedro Aznar: voces, bajo fretless, bajo Moog + sintetizador polifónico Oberheim OBX
- Oscar Moro: batería

7) «Esperando nacer»
- David Lebón: voz, guitarra eléctrica
- Charly García: voces, piano electroacústico de cola Yamaha CP-70, sintetizador polifónico Moog Opus 3
- Pedro Aznar: voces, bajo fretless
- Oscar Moro: batería

Interludio (ragtime).
- Charly García: piano electroacústico de cola Yamaha CP-70,
- David Lebón: guitarra eléctrica

Introducción de «Cinema verité»
- Charly García: piano electroacústico de cola Yamaha CP-70,
- David Lebón: guitarra eléctrica

8) «Seminare»
- Charly García: segunda voz, piano electroacústico de cola Yamaha CP-70, solo de sintetizador monofónico Minimoog, piano eléctrico Würlitzer
- David Lebón: voz, guitarra eléctrica
- Pedro Aznar: bajo fretless
- Oscar Moro: batería

9) «El mendigo en el andén»
- David Lebón: voz, guitarra eléctrica
- Charly García: voces, piano eléctrico Würlitzer, sintetizador polifónico Moog Opus 3
- Pedro Aznar: voces, bajo fretless
- Oscar Moro: batería

10) «Parado en el medio de la vida»
- David Lebón: voz, guitarra eléctrica
- Charly García: voces, piano electroacústico de cola Yamaha CP-70
- Pedro Aznar: voces

11) «Espejismo en la nieve»
- Pedro Aznar: punteo de guitarra acústica, sobregrabaciones de sintetizadores

#### Disco N.º 2
1) «Inconsciente colectivo»
- Charly García: voz, piano electroacústico de cola Yamaha CP-70

2) «Alto en la torre»
- Charly García: voz, piano electroacústico de cola Yamaha CP-70
- David Lebón: voz, voces
- Pedro Aznar: bajo fretless, voces
- Oscar Moro: batería

3) «Cinema verité»
- Charly García: voz, piano electroacústico de cola Yamaha CP-70, piano eléctrico Würlitzer
- Pedro Aznar: voces, sintetizador polifónico Oberheim OBX, Minimoog (flauta) al final

4) «No llores por mí, Argentina»
- Charly García: voz, sintetizador polifónico Moog Opus 3
- David Lebón: voces, guitarra eléctrica
- Pedro Aznar: voces, bajo fretless
- Oscar Moro: batería

5) «En la vereda del sol»
- Charly García: voz, piano electroacústico de cola Yamaha CP-70, ensamble de cuerdas ARP Solina
- David Lebón: voces, guitarra eléctrica, congas
- Pedro Aznar: voces, bajo fretless
- Oscar Moro: batería, percusión

6) «Pena en mi corazón» («Yo no quiero volverme tan loco»)
- Charly García: voz, ensamble de cuerdas ARP Solina
- David Lebón: voz, guitarra eléctrica
- Pedro Aznar: voz, bajo fretless
- Oscar Moro: batería

7) «Mientras miro las nuevas olas»
- Charly García: voz, piano electroacústico de cola Yamaha CP-70
- David Lebón: voces, guitarra eléctrica
- Pedro Aznar: voces, bajo fretless
- Oscar Moro: batería

8) «Encuentro con el diablo»
- Charly García: piano eléctrico Würlitzer, voces, ensamble de cuerdas ARP Solina, sintetizador monofónico Minimoog
- David Lebón: voz, guitarra eléctrica
- Pedro Aznar: voces, bajo fretless
- Oscar Moro: batería

9) «Peperina»
- Charly García: voz, piano electroacústico de cola Yamaha CP-70, sintetizador polifónico Moog Opus 3 (órgano), solo de piano eléctrico Würlitzer, solo de sintetizador monofónico Minimoog
- David Lebón: voces, guitarra eléctrica
- Pedro Aznar: voces, sintetizador polifónico Oberheim OBX (arpa), bajo fretless
- Oscar Moro: batería

10) «No llores por mí, Argentina» (bis)
- Charly García: voz, ensamble de cuerdas ARP Solina
- David Lebón: voces, guitarra eléctrica
- Pedro Aznar: voces, bajo fretless
- Oscar Moro: batería

## Músicos
- Charly García: voz, piano electroacústico de cola Yamaha CP-70, piano eléctrico Würlitzer, ensamble de cuerdas ARP Solina,[2] bajo Moog, sintetizador monofónico Minimoog, sintetizador polifónico Moog Opus 3, guitarra eléctrica
- David Lebón: voz, guitarra eléctrica y acústica, congas
- Oscar Moro: batería
- Pedro Aznar: voz, bajo fretless, sintetizador polifónico Oberheim OBX, Minimoog, bajo Moog, guitarra acústica.